# 李泰麟
李泰麟（1985年2月28日—），為一台灣職業足球員，效力於台電足球隊，職司後衛。